# Iljas Chandajev
Iljas Igorevitj Chandajev (ryska: Илья́с И́горевич Ханда́ев), född 12 maj 1970, är det kazakiska bandylandslagets förbundskapten från säsongen 2017-18 och tidigare landslagsmålvakt för Ryssland. Moderklubb Lokomotiv Irkutsk. 
Chandajev avslutade sin karriär i Dynamo Moskva säsongen 2006/2007. Chandajev blev världsmästare 1999 och 2006. Ingick under några säsonger i ledarstaben för det ryska landslaget. Om de flesta som spelar för Kazakstan är födda i Ryssland, gällde det omvända förhållandet för honom, då han är född i Almaty. Dock etnisk burjat till hälften.

## Klubbar
- 1988/89	Dalselmasj (Birobidzjan),  Sovjetunionen
- 1989/90	SKA Neftianik (Chabarovsk),  Sovjetunionen
- 1990/91	HK Vodnik - Severnaja Dvina (Archangelsk) - Lokomotiv Irkutsk,  Sovjetunionen
- 1991/92	HK Vodnik,  Sovjetunionen OSS
- 1992/93	HK Vodnik,  Ryssland
- 1993/94	HK Vodnik,  Ryssland
- 1995/96	HK Vodnik,  Ryssland
- 1996/97	HK Vodnik,  Ryssland
- 1997/98	HK Vodnik,  Ryssland
- 1998/99	HK Vodnik,  Ryssland
- 1999/00	HK Vodnik,  Ryssland
- 2000/01	HK Vodnik,  Ryssland
- 2001/02	HK Vodnik,  Ryssland
- 2002/03	HK Vodnik,  Ryssland
- 2003/04	HK Vodnik,  Ryssland
- 2004/05	HK Vodnik,  Ryssland
- 2005/06	Dynamo Moskva,  Ryssland
- 2006/07	Dynamo Moskva,  Ryssland